# Vittoria Martello
Vittoria Martello (Napoli, 21 febbraio 1923 – Barcellona, 15 dicembre 2016) è stata un'attrice italiana.

## Biografia
Dopo il diploma all'Accademia nazionale di arte drammatica la sua carriera si è svolta prevalentemente in teatro, dov'è stata attiva sin dagli anni '40, diretta da Vito Pandolfi, Luigi Squarzina, Ruggero Ruggeri, Tatiana Pavlova, Daniele D'Anza. Nel 1950 viene scritturata da Giorgio Strehler nella seconda compagnia del Piccolo teatro di Milano, interpretando, a più riprese, il ruolo di Smeraldina in Arlecchino servitore di due padroni. Nella stagione 1954-55 viene scritturata da Alessandro Fersen per il Piccolo Teatro di Genova. 
Ha lavorato anche per la radio.
Negli anni '50 e '60 è stata impegnata anche come doppiatrice (talvolta in dialetto napoletano) all'interno della Società Attori Sincronizzatori, professione che avrebbe abbandonato dopo un breve periodo.
Era la moglie dell'attore e doppiatore Mario Feliciani, sorella del dialoghista Vincenzo Martello e zia della doppiatrice Melina Martello. Nel 1956, con la nascita del figlio Massimo, smise di recitare.

## Teatro (parziale)
- L'opera dello straccione, di John Gay, regia di Vito Pandolfi (Saggio dell'Accademia, 1943)
- Tovaritch, di Jacques Deval, regia di Vittorio De Sica, Teatro S. Lucia di Napoli (1944)
- L'uomo e il fucile, di Sergio Sollima, regia di Luigi Squarzina (1947)
- La fiera delle maschere, regia di Vito Pandolfi, Biennale di Venezia (1947)
- Il piatto d'argento, di Mario Ronco, regia di Ruggero Ruggeri, Teatro Nuovo di Milano (1947)
- Il giorno non è venuto, di Giuseppe Bevilacqua, regia di  Ruggero Ruggeri (1948)
- La famiglia Antropus, di Thornton Wilder, regia di Giorgio Strehler, Piccolo Teatro di Milano (1948)
- Mirra Efros, di Giacomo Gordin, regia di Tatiana Pavlova (1949)
- Arlecchino servitore di due padroni, di Carlo Goldoni, regia di Giorgio Strehler, Teatro Cagnoni di Vigevano (1950)
- Proibito al pubblico, di Roger Dornès e Jean Marsan, regia di Daniele D'Anza (1950)
- Marea di settembre, di Daphne du Maurier, regia di Daniele D'Anza (1950)
- Abbiamo sempre vent'anni, di Paul Vanderberghe, regia di Daniele D'Anza (1951)
- Re Enrico IV, di William Shakespeare, regia di Giorgio Strehler, Estate Teatrale Veronese (1951)
- Elettra, di Sofocle, regia di Giorgio Strehler, Teatro Olimpico di Vicenza (1951)
- L'amante militare, di Carlo Goldoni, regia di Giorgio Strehler, Piccolo Teatro di Milano (1951)
- Il medico volante, di Molière, regia di Giorgio Strehler, Piccolo Teatro di Milano (1951)
- Oplà, noi viviamo, di Ernst Toller, regia di Giorgio Strehler, Piccolo Teatro di Milano (1951)
- Casa di bambola, di Henrik Ibsen, regia di Giorgio Strehler, Piccolo Teatro di Milano (1952)
- Macbeth, di William Shakespeare, regia di Giorgio Strehler, Piccolo Teatro di Milano (1952)
- Emma, di Federico Zardi, regia di Giorgio Strehler, Piccolo Teatro di Milano (1952)
- La morte di Danton, di Georg Büchner, regia di Giorgio Strehler, Teatro Quintino di Roma (1952)
- Il cammino sulle acque, di Orio Vergani, regia di Giorgio Strehler, Piccolo Teatro di Milano (1952)
- Leonora, di Ferruccio Troiani, regia di Vittorio Gassman, Teatro Valle di Roma (1954)
- Il caso Pinedus, di Paolo Levi, regia di Giulio Cesare Castello, Teatro Stabile di Genova (1954)
- Così è (se vi pare), di Luigi Pirandello, regia di Alessandro Fersen, Torino, Teatro Gobetti (1954)
- L'amo di Fenisa, di Lope de Vega, regia di Alessandro Fersen, Torino, Teatro Gobetti (1954)
- Volpone, di Ben Jonson, regia di Alessandro Fersen, Teatro Duse di Genova (1955)

## Filmografia

### Televisione
- Arlecchino servitore di due padroni, regia teatrale di Giorgio Strehler, regia televisiva di Giancarlo Galassi Beria, 23 settembre 1955.

## Radio
- Il fiore sotto gli occhi, di Fausto Maria Martini, regia di Enzo Convalli, 14 novembre 1949.
- Donna Rosita nubile, di Federico García Lorca, regia di Enzo Ferrieri, 24 novembre 1949.
- I giorni della vita, di William Saroyan, regia di Enzo Ferrieri, 30 gennaio 1950.
- Elettra, di Sofocle, regia di Giorgio Strehler, 18 luglio 1952.
- La morte di Danton, di Georg Büchner, regia di Corrado Pavolini, 23 marzo 1956.
- Tarantella di fuoco, di Luigi Compagnone ed Ezio Zefferi, regia di Anton Giulio Majano, 8 novembre 1958.

## Doppiaggio (parziale)
- Rosanna Schiaffino in La sfida